# Folke Bensow
Bror Folke Bensow, född 19 februari 1886 i Göteborg, död 18 juni 1971 i Göteborg, var en svensk arkitekt och formgivare.

## Biografi
Efter studentexamen i Göteborg 1904 studerade Bensow arkitektur vid Chalmers tekniska läroanstalt till 1909. Han utbildade sig vidare vid Kunstakademiet i Köpenhamn 1910–1911 och Kungliga Konsthögskolan i Stockholm 1912. 1915–1930 drev han egen arkitekt firma i Stockholm, och verkade även som möbelformgivare. Han medverkade på Hemutställningen 1917 och Föreningen Verkstadens utställning 1920, båda på Liljevalchs, samt på Jubileumsutställningen i Göteborg 1923 och på Svenska Slöjdföreningens utställning i Helsingfors 1924 samt på Stockholmsutställningen 1930.  
1917 ritade han en textilindustribyggnad i Norrköping, det så kallade Strykjärnet som är ett av de tidigaste exemplen på tjugotalsklassicism i landet och kom att spela en stor roll för den fortsatta arkitektoniska utvecklingen. Byggnaden kallades av Carl Milles för  "Sveriges vackraste fabrik" och rymmer efter en sentida ombyggnad av arkitekt Ove Hidemark Arbetets museum.
Folke Bensow var även designer av trädgårdsmöbler och parkbänkar tillverkade i gjutjärn vid Nävekvarns styckebruk och är numera uppskattade produkter vid de större auktionshusen. Bensow finns representerad vid Nationalmuseum i Stockholm
1931 återvände han till Göteborg då han fick en tjänst som anställdes vid Pripp & Lyckholm som arkitekt och förvaltare av koncernens fastigheter. Han kom att inneha tjänsten till 1953.
Folke Bensow var son till tandläkaren Victor Bensow och Sigrid Boije. Han är begravd på Östra kyrkogården, Göteborg

## Verk i urval

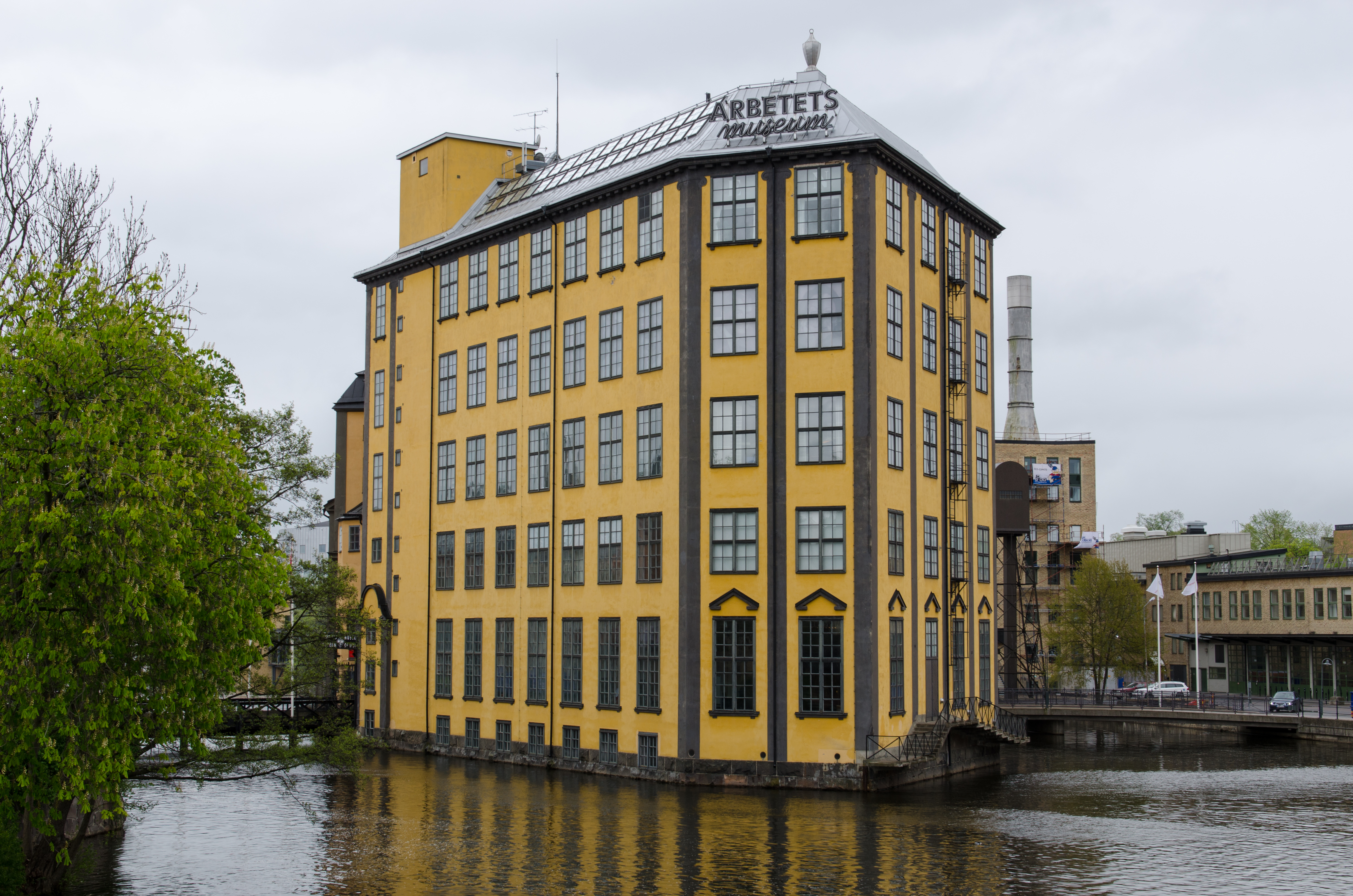
"Strykjärnet", Norrköping

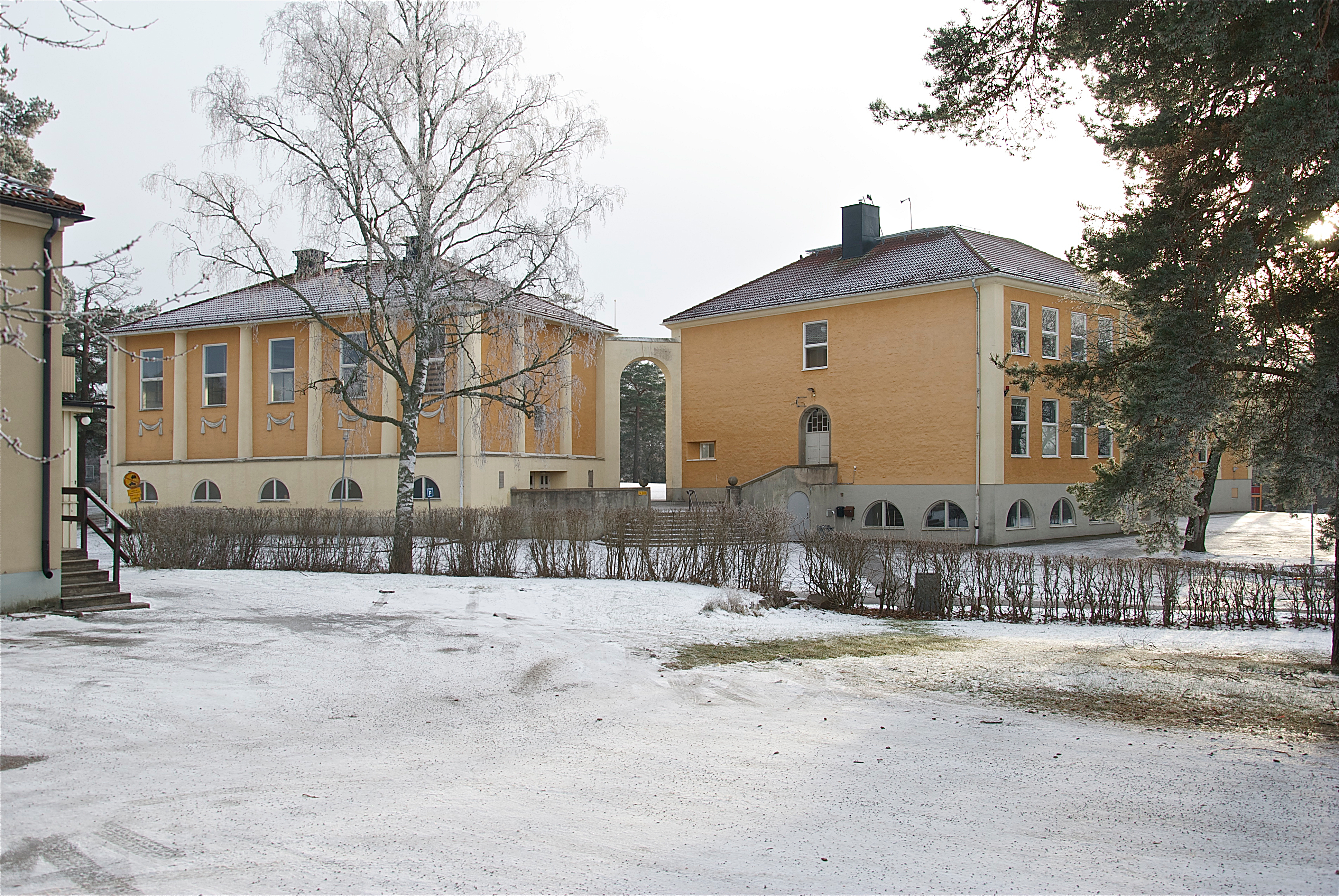
Hallsta skola, Hallstavik

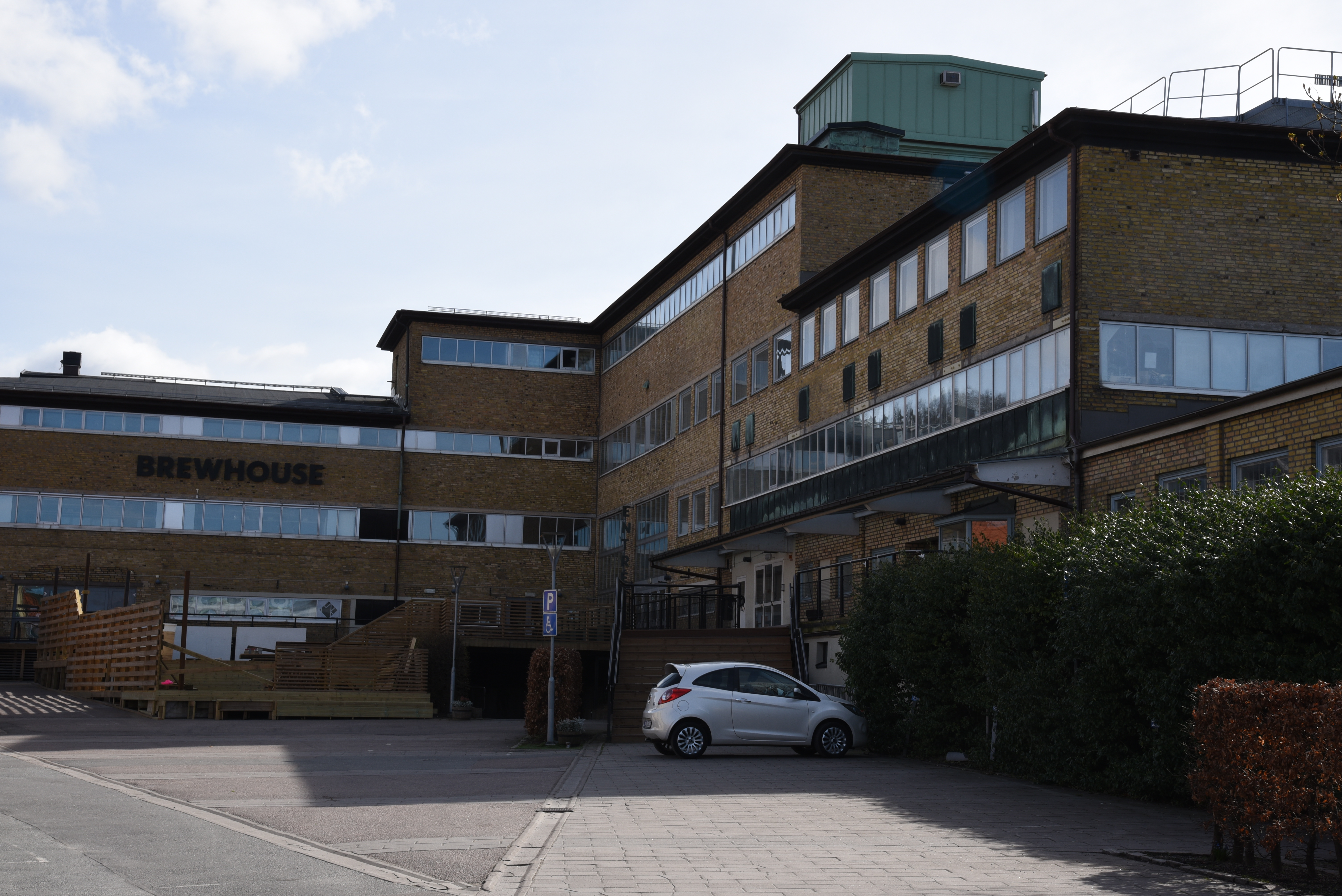
Apotekarnes vattenfabrik

### Byggnader
- Holmens väveri på Laxholmen (Strykjärnet) Norrköping 1917.
- Ungkarlshotellet Gothia, Lindholmen, Göteborg 1917.[7]
- Restaurering av Hjulsta säteri i Uppland 1918.
- Folkskola i Stenbäcken 1922.
- Pripps restaurant på Jubileumsutställningen i Göteborg 1923.
- Folkskola i Hallstavik 1924.
- Bostads- och affärshus i Strömstad 1926.
- Restaurering av Väja herrgård, Ångermanland 1924.
- Snäckgärdsbadens hotell och restaurant i Visby 1930[8].
- Mjölkbar[9], Stockholmsutställningen 1930.
- Arbetare-, förmans- och tjänstemannabostäder för Skönviks bolag, Marma Sågverks AB och Dynäs AB.
- Siloanläggning vid Pripps, Göteborg 1932.
- Kolsyrefabrik i Sävenäs 1934.
- Apotekarnes vattenfabrik, Gårda, Göteborg 1934.
- Siloanläggning vid Klippan, Göteborg 1938.

### Möbler
- Möbler för föreningen Verkstadens utställning[10] på Liljevachls konstall 1920

- Möbler för Svenska Slöjdföreningens utställning i Helsingfos 1924

### Arbeten för Näfveqvarns bruk
- Parkbänk nr.1 (1920)
- Parkbänk nr.2 (1920)
- Parksoffa nr.3 (1920)
- Bord nr. 10 (1925)
- Taburett nr.1 (1925)
- Taburett nr.2 (ca. 1925)